# مقاطعة كيب مي (نيو جيرسي)
مقاطعة كيب مي (بالإنجليزية: Cape May County, New Jersey)‏ هي إحدى مقاطعات ولاية نيو جيرسي في الولايات المتحدة. ، بلغ عدد سكانها 97265 نسمة في عام 2010 حسب إحصاء مكتب تعداد الولايات المتحدة وتصل الكثافة السكانية فيها 147.3 نسمة/كم2.

## أعلام
- ويليام تومسون

## وصلات خارجية
- United States Counties